# Critérium international 2014
La 83e édition du Critérium international a eu lieu du 29 au 30 mars 2014. La course fait partie du calendrier UCI Europe Tour 2014 en catégorie 2.HC.

## Présentation

### Équipes
Classé en catégorie 2.HC de l'UCI Europe Tour, le Critérium international est par conséquent ouvert aux UCI ProTeams dans la limite de 70 % des équipes participantes, aux équipes continentales professionnelles, aux équipes continentales françaises et à une équipe nationale française.
Quinze équipes participent à ce Critérium international - huit ProTeams, cinq équipes continentales professionnelles et deux équipes continentales :
| Nom de l'équipe     | Pays       | Code |
| ------------------- | ---------- | ---- |
| AG2R La Mondiale    | France     | ALM  |
| Astana              | Kazakhstan | AST  |
| Europcar            | France     | EUC  |
| FDJ.fr              | France     | FDJ  |
| Garmin-Sharp        | États-Unis | GRS  |
| Giant-Shimano       | Pays-Bas   | GIA  |
| Tinkoff-Saxo        | Russie     | TCS  |
| Trek Factory Racing | États-Unis | TFR  |

| Nom de l'équipe              | Pays      | Code |
| ---------------------------- | --------- | ---- |
| Bretagne-Séché Environnement | France    | BSE  |
| Cofidis                      | France    | COF  |
| Colombia                     | Colombie  | COL  |
| IAM                          | Suisse    | IAM  |
| NetApp-Endura                | Allemagne | TNE  |

| Nom de l'équipe       | Pays   | Code |
| --------------------- | ------ | ---- |
| La Pomme Marseille 13 | France | LPM  |
| BigMat-Auber 93       | France | BIG  |

## Étapes
| Étape     | Date    | Villes étapes                     |  | Distance (km) | Vainqueur d’étape | Leader du classement général |
| --------- | ------- | --------------------------------- |  | ------------- | ----------------- | ---------------------------- |
| 1re étape | 29 mars | Porto-Vecchio - Porto-Vecchio     |  | 89            | Nacer Bouhanni    | Nacer Bouhanni               |
| 2e étape  | 29 mars | Porto-Vecchio - Porto-Vecchio     |  | 7 (clm)       | Tom Dumoulin      | Tom Dumoulin                 |
| 3e étape  | 30 mars | Porto-Vecchio - Col de l’Ospedale |  | 176           | Mathias Frank     | Jean-Christophe Péraud       |

## Déroulement de la course

### 1reétape
|    | Coureur          | Équipe                       |    | Temps           |
| -- | ---------------- | ---------------------------- | -- | --------------- |
| 1  | Nacer Bouhanni   | FDJ.fr                       | en | 2 h 07 min 01 s |
| 2  | Nathan Haas      | Garmin-Sharp                 | +  | m.t             |
| 3  | Marko Kump       | Tinkoff-Saxo                 |    | m.t             |
| 4  | Tony Hurel       | Europcar                     |    | m.t             |
| 5  | Julien Simon     | Cofidis                      |    | m.t             |
| 6  | Matthias Brändle | IAM                          |    | m.t             |
| 7  | Benjamin Giraud  | La Pomme Marseille 13        |    | m.t             |
| 8  | Armindo Fonseca  | Bretagne-Séché Environnement |    | m.t             |
| 9  | Eugenio Alafaci  | Trek Factory Racing          |    | m.t             |
| 10 | Julien Bérard    | AG2R La Mondiale             |    | m.t             |

|    | Coureur           | Équipe                       |    | Temps           |
| -- | ----------------- | ---------------------------- | -- | --------------- |
| 1  | Nacer Bouhanni    | FDJ.fr                       | en | 2 h 06 min 55 s |
| 2  | Nathan Haas       | Garmin-Sharp                 | +  | 2 s             |
| 3  | Matthias Brändle  | IAM                          |    | 3 s             |
| 4  | Marko Kump        | Tinkoff-Saxo                 |    | 4 s             |
| 5  | Bob Jungels       | Trek Factory Racing          |    | 4 s             |
| 6  | Stéphane Rossetto | BigMat-Auber 93              |    | 5 s             |
| 7  | Tony Hurel        | Europcar                     |    | 6 s             |
| 8  | Julien Simon      | Cofidis                      |    | 6 s             |
| 9  | Benjamin Giraud   | La Pomme Marseille 13        |    | 6 s             |
| 10 | Armindo Fonseca   | Bretagne-Séché Environnement |    | 6 s             |

### 2eétape
|    | Coureur                | Équipe                       |    | Temps      |
| -- | ---------------------- | ---------------------------- | -- | ---------- |
| 1  | Tom Dumoulin           | Giant-Shimano                | en | 9 min 07 s |
| 2  | Rohan Dennis           | Garmin-Sharp                 | +  | 3 s        |
| 3  | Bob Jungels            | Trek Factory Racing          |    | 10 s       |
| 4  | Jean-Christophe Péraud | AG2R La Mondiale             |    | 11 s       |
| 5  | Jérôme Coppel          | Cofidis                      |    | 11 s       |
| 6  | Ramūnas Navardauskas   | Garmin-Sharp                 |    | 14 s       |
| 7  | Mathias Frank          | IAM                          |    | 16 s       |
| 8  | Julien Simon           | Cofidis                      |    | 16 s       |
| 9  | Eduardo Sepúlveda      | Bretagne-Séché Environnement |    | 18 s       |
| 10 | Nathan Haas            | Garmin-Sharp                 |    | 20 s       |

|    | Coureur                | Équipe                       |    | Temps           |
| -- | ---------------------- | ---------------------------- | -- | --------------- |
| 1  | Tom Dumoulin           | Giant-Shimano                | en | 2 h 16 min 08 s |
| 2  | Rohan Dennis           | Garmin-Sharp                 | +  | 3 s             |
| 3  | Bob Jungels            | Trek Factory Racing          |    | 8 s             |
| 4  | Jean-Christophe Péraud | AG2R La Mondiale             |    | 11 s            |
| 5  | Jérôme Coppel          | Cofidis                      |    | 11 s            |
| 6  | Ramūnas Navardauskas   | Garmin-Sharp                 |    | 14 s            |
| 7  | Nathan Haas            | Garmin-Sharp                 |    | 16 s            |
| 8  | Mathias Frank          | IAM                          |    | 16 s            |
| 9  | Julien Simon           | Cofidis                      |    | 16 s            |
| 10 | Eduardo Sepúlveda      | Bretagne-Séché Environnement |    | 18 s            |

### 3eétape
|    | Coureur                | Équipe                       |    | Temps           |
| -- | ---------------------- | ---------------------------- | -- | --------------- |
| 1  | Mathias Frank          | IAM                          | en | 4 h 43 min 59 s |
| 2  | Jean-Christophe Péraud | AG2R La Mondiale             | +  | 0 s             |
| 3  | Tiago Machado          | NetApp-Endura                |    | 2 s             |
| 4  | Fränk Schleck          | Trek Factory Racing          |    | 3 s             |
| 5  | Rafał Majka            | Tinkoff-Saxo                 |    | 3 s             |
| 6  | Eduardo Sepúlveda      | Bretagne-Séché Environnement |    | 13 s            |
| 7  | Alexis Vuillermoz      | AG2R La Mondiale             |    | 20 s            |
| 8  | Fabio Duarte           | Colombia                     |    | 36 s            |
| 9  | Rémy Di Grégorio       | La Pomme Marseille 13        |    | 36 s            |
| 10 | Julien Simon           | Cofidis                      |    | 36 s            |

|    | Coureur                | Équipe                       |    | Temps           |
| -- | ---------------------- | ---------------------------- | -- | --------------- |
| 1  | Jean-Christophe Péraud | AG2R La Mondiale             | en | 7 h 00 min 12 s |
| 2  | Mathias Frank          | IAM                          | +  | 1 s             |
| 3  | Tiago Machado          | NetApp-Endura                |    | 19 s            |
| 4  | Rafał Majka            | Tinkoff-Saxo                 |    | 25 s            |
| 5  | Eduardo Sepúlveda      | Bretagne-Séché Environnement |    | 26 s            |
| 6  | Fränk Schleck          | Trek Factory Racing          |    | 28 s            |
| 7  | Julien Simon           | Cofidis                      |    | 47 s            |
| 8  | Alexis Vuillermoz      | AG2R La Mondiale             |    | 48 s            |
| 9  | Bob Jungels            | Trek Factory Racing          |    | 57 s            |
| 10 | Fabio Duarte           | Colombia                     |    | 1 min 07 s      |

## Classements finals

### Classement général
|    | Cycliste               | Pays       | Équipe                       |    | Temps           |
| -- | ---------------------- | ---------- | ---------------------------- | -- | --------------- |
| 1  | Jean-Christophe Péraud | France     | AG2R La Mondiale             | en | 7 h 00 min 12 s |
| 2  | Mathias Frank          | Suisse     | IAM                          | +  | 1 s             |
| 3  | Tiago Machado          | Portugal   | NetApp-Endura                |    | 19 s            |
| 4  | Rafał Majka            | Pologne    | Tinkoff-Saxo                 |    | 25 s            |
| 5  | Eduardo Sepúlveda      | Argentine  | Bretagne-Séché Environnement |    | 26 s            |
| 6  | Fränk Schleck          | Luxembourg | Trek Factory Racing          |    | 28 s            |
| 7  | Julien Simon           | France     | Cofidis                      |    | 47 s            |
| 8  | Alexis Vuillermoz      | France     | AG2R La Mondiale             |    | 48 s            |
| 9  | Bob Jungels            | Luxembourg | Trek Factory Racing          |    | 57 s            |
| 10 | Fabio Duarte           | Colombie   | Colombia                     |    | 1 min 07 s      |

### Classements annexes
|   | Cycliste               | Équipe           | Points |
| - | ---------------------- | ---------------- | ------ |
| 1 | Mathias Frank          | IAM              | 20     |
| 2 | Jean-Christophe Péraud | AG2R La Mondiale | 20     |
| 3 | Tom Dumoulin           | Giant-Shimano    | 15     |

|   | Cycliste          | Équipe          | Points |
| - | ----------------- | --------------- | ------ |
| 1 | Mathias Frank     | IAM             | 6      |
| 2 | Stéphane Rossetto | BigMat-Auber 93 | 6      |
| 3 | Ivan Rovny        | Tinkof-Saxo     | 6      |

|   | Cycliste          | Équipe                       |    | Temps           |
| - | ----------------- | ---------------------------- | -- | --------------- |
| 1 | Rafał Majka       | Tinkoff-Saxo                 | en | 7 h 00 min 37 s |
| 2 | Eduardo Sepúlveda | Bretagne-Séché Environnement | +  | 1 s             |
| 3 | Bob Jungels       | Trek Factory Racing          |    | 32 s            |

|   | Équipe              | Pays       |    | Temps            |
| - | ------------------- | ---------- | -- | ---------------- |
| 1 | IAM                 | Suisse     | en | 21 h 04 min 37 s |
| 2 | Trek Factory Racing | États-Unis | +  | 1 min 09 s       |
| 3 | AG2R La Mondiale    | France     |    | 2 min 24 s       |

## Évolution des classements
| Étape              | Vainqueur          | Classement général     | Classement par points | Classement de la montagne | Classement du meilleur jeune | Classement par équipes |
| ------------------ | ------------------ | ---------------------- | --------------------- | ------------------------- | ---------------------------- | ---------------------- |
| 1                  | Nacer Bouhanni     | Nacer Bouhanni         | Nacer Bouhanni        | Théo Vimpère              | Nacer Bouhanni               | Europcar               |
| 2                  | Tom Dumoulin       | Tom Dumoulin           | Tom Dumoulin          | Théo Vimpère              | Tom Dumoulin                 | Garmin-Sharp           |
| 3                  | Mathias Frank      | Jean-Christophe Péraud | Mathias Frank         | Mathias Frank             | Rafał Majka                  | IAM                    |
| Classements finals | Classements finals | Jean-Christophe Péraud | Mathias Frank         | Mathias Frank             | Rafał Majka                  | IAM                    |

## Liste des participants
| Légende | Légende                                                                                                  | Légende | Légende                                                                                         |
| ------- | --- | ------- | ----------------------------------------------------------------------------------------------- |
| Num     | Dossard de départ porté par le coureur sur ce Critérium international                                    | Pos     | Position finale au classement général                                                           |
|         | Indique le vainqueur du classement général                                                               |         | Indique le vainqueur du classement de la montagne                                               |
|         | Indique le vainqueur du classement des sprints                                                           |         | Indique le vainqueur du classement du meilleur jeune                                            |
|         | Indique un maillot de champion national ou mondial, suivi de sa spécialité                               | #       | Indique la meilleure équipe                                                                     |
| NP      | Indique un coureur qui n'a pas pris le départ d'une étape, suivi du numéro de l'étape où il s'est retiré | AB      | Indique un coureur qui n'a pas terminé une étape, suivi du numéro de l'étape où il s'est retiré |
| HD      | Indique un coureur qui a terminé une étape hors des délais, suivi du numéro de l'étape                   | *       | Indique un coureur en lice pour le maillot blanc (coureurs nés après le 1er janvier 1988)       |

| Astana AST | Astana AST               | Astana AST |
| ---------- | ------------------------ | ---------- |
| Num        | Coureur                  | Pos        |
| 1          | Valerio Agnoli (ITA)     | AB-3       |
| 2          | Janez Brajkovič (SLO)    | 19e        |
| 3          | Daniil Fominykh (KAZ)*   | HD-3       |
| 4          | Evan Huffman (USA)*      | AB-3       |
| 5          | Arman Kamyshev (KAZ)*    | AB-3       |
| 6          | Alexey Lutsenko (KAZ)*   | AB-3       |
| 7          | Michele Scarponi (ITA)   | 23e        |
| 8          | Alessandro Vanotti (ITA) | 37e        |

| Garmin-Sharp GRS | Garmin-Sharp GRS           | Garmin-Sharp GRS |
| ---------------- | -------------------------- | ---------------- |
| Num              | Coureur                    | Pos              |
| 11               | Rohan Dennis (AUS)*        | 49e              |
| 12               | André Cardoso (POR)        | 14e              |
| 13               | Caleb Fairly (USA)         | 50e              |
| 14               | Nathan Haas (AUS)*         | 12e              |
| 15               | Alex Howes (USA)           | AB-3             |
| 16               | Lachlan Morton (AUS)*      | AB-3             |
| 17               | Ramūnas Navardauskas (LTU) | AB-3             |
| 19               | Thomas Dekker (NED)        | AB-3             |

| AG2R La Mondiale ALM | AG2R La Mondiale ALM         | AG2R La Mondiale ALM |
| -------------------- | ---------------------------- | -------------------- |
| Num                  | Coureur                      | Pos                  |
| 21                   | Jean-Christophe Péraud (FRA) | 1er                  |
| 22                   | Julien Bérard (FRA)          | 33e                  |
| 23                   | Guillaume Bonnafond (FRA)    | 42e                  |
| 24                   | Axel Domont (FRA)*           | HD-3                 |
| 25                   | Hubert Dupont (FRA)          | 26e                  |
| 26                   | Alexis Gougeard (FRA)*       | AB-3                 |
| 27                   | Christophe Riblon (FRA)      | 48e                  |
| 28                   | Alexis Vuillermoz (FRA)      | 8e                   |

| FDJ.fr FDJ | FDJ.fr FDJ               | FDJ.fr FDJ |
| ---------- | ------------------------ | ---------- |
| Num        | Coureur                  | Pos        |
| 31         | Pierrick Fédrigo (FRA)   | 35e        |
| 32         | Nacer Bouhanni (FRA)*    | AB-3       |
| 33         | Sébastien Chavanel (FRA) | AB-3       |
| 34         | Arnaud Courteille (FRA)* | 30e        |
| 35         | Francis Mourey (FRA)     | 21e        |
| 36         | Laurent Pichon (FRA)     | 53e        |
| 37         |                          |            |
| 38         | Benoît Vaugrenard (FRA)  | 45e        |

| #IAM | #IAM                          | #IAM |
| ---- | ----------------------------- | ---- |
| Num  | Coureur                       | Pos  |
| 41   | Gustav Larsson (SWE) (Clm)    | 54e  |
| 42   | Matthias Brändle (AUT)* (Clm) | HD-3 |
| 43   | Mathias Frank (SUI)           | 2e   |
| 44   | Jonathan Fumeaux (SUI)        | 18e  |
| 45   | Sébastien Reichenbach (SUI)*  | 15e  |
| 46   | Patrick Schelling (SUI)*      | 39e  |
| 47   | Johann Tschopp (SUI)          | 44e  |
| 48   | Marcel Wyss (SUI)             | 55e  |

| Trek Factory Racing TFR | Trek Factory Racing TFR        | Trek Factory Racing TFR |
| ----------------------- | ------------------------------ | ----------------------- |
| Num                     | Coureur                        | Pos                     |
| 51                      | Fränk Schleck (LUX)            | 6e                      |
| 52                      | Eugenio Alafaci (ITA)*         | AB-3                    |
| 53                      | Matthew Busche (USA)           | 20e                     |
| 54                      | Laurent Didier (LUX)           | AB-3                    |
| 55                      | Bob Jungels (LUX)* (Route/Clm) | 9e                      |
| 56                      | Andy Schleck (LUX)             | AB-3                    |
| 57                      | Fabio Silvestre (POR)*         | AB-3                    |
| 58                      | Calvin Watson (AUS)*           | AB-3                    |

| Bretagne-Séché Environnement BSE | Bretagne-Séché Environnement BSE | Bretagne-Séché Environnement BSE |
| -------------------------------- | -------------------------------- | -------------------------------- |
| Num                              | Coureur                          | Pos                              |
| 61                               | Eduardo Sepúlveda (ARG)*         | 5e                               |
| 62                               | Anthony Delaplace (FRA)*         | 27e                              |
| 63                               | Brice Feillu (FRA)               | 41e                              |
| 64                               | Armindo Fonseca (FRA)*           | 32e                              |
| 65                               |                                  |                                  |
| 66                               | Florian Guillou (FRA)            | HD-3                             |
| 67                               | Christophe Laborie (FRA)         | 34e                              |
| 68                               | Florian Vachon (FRA)             | HD-3                             |

| Europcar EUC | Europcar EUC                  | Europcar EUC |
| ------------ | ----------------------------- | ------------ |
| Num          | Coureur                       | Pos          |
| 71           | Cyril Gautier (FRA)           | 24e          |
| 72           | Yukiya Arashiro (JPN) (Route) | 43e          |
| 73           | Giovanni Bernaudeau (FRA)     | AB-3         |
| 74           | Romain Guillemois (FRA)*      | 56e          |
| 75           | Tony Hurel (FRA)              | AB-3         |
| 76           | Bryan Nauleau (FRA)           | 51e          |
| 77           | Romain Sicard (FRA)           | 17e          |
| 78           | Angélo Tulik (FRA)*           | AB-3         |

| Tinkoff-Saxo TCS | Tinkoff-Saxo TCS       | Tinkoff-Saxo TCS |
| ---------------- | ---------------------- | ---------------- |
| Num              | Coureur                | Pos              |
| 81               |                        |                  |
| 82               | Michael Valgren (DEN)* | AB-3             |
| 83               | Edward Beltrán (COL)*  | 28e              |
| 84               | Marko Kump (SLO)       | HD-3             |
| 85               | Rafał Majka (POL)*     | 4e               |
| 86               | Jay McCarthy (AUS)*    | HD-3             |
| 87               | Evgueni Petrov (RUS)   | AB-3             |
| 88               | Ivan Rovny (RUS)       | 38e              |

| Cofidis COF | Cofidis COF               | Cofidis COF |
| ----------- | ------------------------- | ----------- |
| Num         | Coureur                   | Pos         |
| 91          | Jérôme Coppel (FRA)       | HD-3        |
| 92          | Jérémy Bescond (FRA)*     | AB-3        |
| 93          | Julien Fouchard (FRA)     | HD-3        |
| 94          | Christophe Laporte (FRA)* | AB-3        |
| 95          | Guillaume Levarlet (FRA)  | 22e         |
| 96          | Julien Simon (FRA)        | 7e          |
| 97          | Clément Venturini (FRA)*  | AB-3        |
| 98          |                           |             |

| Giant-Shimano GIA | Giant-Shimano GIA      | Giant-Shimano GIA |
| ----------------- | ---------------------- | ----------------- |
| Num               | Coureur                | Pos               |
| 101               | Tom Dumoulin (NED)*    | 16e               |
| 102               | Jonas Ahlstrand (SWE)* | AB-3              |
| 103               | Lawson Craddock (USA)* | AB-3              |
| 104               |                        |                   |
| 105               | Thierry Hupond (FRA)   | HD-3              |
| 106               | Loh Sea Keong (MAS)    | AB-3              |
| 107               | Daan Olivier (NED)*    | 36e               |
| 108               | Tom Stamsnijder (NED)  | AB-3              |

| NetApp-Endura NTE | NetApp-Endura NTE       | NetApp-Endura NTE |
| ----------------- | ----------------------- | ----------------- |
| Num               | Coureur                 | Pos               |
| 111               |                         |                   |
| 112               | Cesare Benedetti (ITA)  | AB-3              |
| 113               | Iker Camaño (ESP)       | 52e               |
| 114               | David de la Cruz (ESP)* | 29e               |
| 115               | Tiago Machado (POR)     | 3e                |
| 116               | José Mendes (POR)       | 57e               |
| 117               | František Padour (CZE)  | HD-3              |
| 118               | Erick Rowsell (GBR)*    | AB-3              |

| Colombia COL | Colombia COL            | Colombia COL |
| ------------ | ----------------------- | ------------ |
| Num          | Coureur                 | Pos          |
| 121          | Leonardo Duque (COL)    | HD-3         |
| 122          |                         |              |
| 123          | Edward Díaz (COL)*      | HD-3         |
| 124          | Fabio Duarte (COL)      | 10e          |
| 125          | Darwin Pantoja (COL)*   | AB-3         |
| 126          | Jonathan Paredes (COL)* | AB-3         |
| 127          | Jeffry Romero (COL)*    | 46e          |
| 128          | Rodolfo Torres (COL)    | 31e          |

| La Pomme Marseille 13 LPM | La Pomme Marseille 13 LPM | La Pomme Marseille 13 LPM |
| ------------------------- | ------------------------- | ------------------------- |
| Num                       | Coureur                   | Pos                       |
| 131                       | Rémy Di Grégorio (FRA)    | 13e                       |
| 132                       | Julien Antomarchi (FRA)   | AB-3                      |
| 133                       | Julien El Fares (FRA)     | 40e                       |
| 134                       | Benjamin Giraud (FRA)     | AB-3                      |
| 135                       | José Gonçalves (POR)*     | 47e                       |
| 136                       | Antoine Lavieu (FRA)*     | 25e                       |
| 137                       | Yoann Paillot (FRA)*      | HD-3                      |
| 138                       | Thomas Vaubourzeix (FRA)* | AB-3                      |

| BigMat-Auber 93 BIG | BigMat-Auber 93 BIG        | BigMat-Auber 93 BIG |
| ------------------- | -------------------------- | ------------------- |
| Num                 | Coureur                    | Pos                 |
| 141                 | Flavien Dassonville (FRA)* | HD-3                |
| 142                 | Pierre Gouault (FRA)       | AB-3                |
| 143                 | Alo Jakin (EST)            | AB-3                |
| 144                 | Dimitri Le Boulch (FRA)*   | HD-3                |
| 145                 | Stéphane Rossetto (FRA)    | 11e                 |
| 146                 | Steven Tronet (FRA)        | HD-3                |
| 147                 | Théo Vimpère (FRA)*        | HD-3                |
| 148                 | Yannis Yssaad (FRA)*       | AB-3                |